# Distrito de Kathua
Kathua (en hindi; कथुआ जिल्हा) es un distrito de la India en el estado de Jammu y Cachemira. Código ISO: IN.JK.KT.
Comprende una superficie de 2 651 km².
El centro administrativo es la ciudad de Kathua.

## Demografía
Según censo 2011 contaba con una población total de 615 711 habitantes, de los cuales 287 758 eran mujeres y 327 953 varones.